# Großhart
Großhart è una frazione di 635 abitanti del comune austriaco di Hartl, nel distretto di Hartberg-Fürstenfeld (Stiria). Già comune autonomo, il 1º gennaio 2015 è stato aggregato a Hartl assieme all'altro comune soppresso di Tiefenbach bei Kaindorf.